# スバル・ルクラ
ルクラ（LUCRA）は、富士重工業（現・SUBARU）が販売していた軽トールワゴン（軽スーパーハイトワゴン）である。ダイハツ・タントエグゼ（タントエグゼカスタム含む、以下「エグゼ」）のOEM供給車にあたる（生産はダイハツ九州第2工場）。

## 概要
2008年4月10日にトヨタ自動車・ダイハツ工業・富士重工業の3社による業務提携強化が発表され、その一環として、エグゼをベースにOEM供給を受け、2010年4月20日に発表・発売された。なお、同時にミラのOEM供給モデルとなったプレオの2代目が発売された。
室内高1,385mmを誇る室内空間や255mmのロングスライド機構と左右独立リクライニングを採用したリアシートのみならず、エグゼでは一部メーカーオプションとなる運転席シートリフターやチルトステアリング、フロントシートベルト・ショルダーアジャスターを全車に標準装備するなどメインターゲットとなる女性ユーザーに配慮した仕様となっている。
加えて、前席周辺をはじめとして豊富な収納スペースや、グレードによりキーレスアクセス&プッシュスタートやオートエアコン、電動格納式ドアミラー（カスタムはドアミラーウインカーを採用）、ディスチャージヘッドランプを採用するなど装備も充実している。
ラインアップはエグゼに相当する「ルクラ」と、大径フォグランプ内蔵フロントバンパーやフロント鍍金グリル、ブラックインテリア、ブルーイルミネーション付きコンソールなどを採用したエグゼカスタムに相当する「ルクラカスタム」の2タイプが用意される。エクステリア・インテリア共に六連星（むつらぼし）のCIマークとエンブレム以外にベースのエグゼからの変更はない。グレード体系は発売当初はルクラ4グレード、ルクラカスタム3グレードの計7グレードが設定されていたが、2010年10月の一部改良でグレード体系が整理され、ルクラ・エグゼ共に各6グレードに揃えられた。2011年7月の一部改良と後のグレード整理により、最終的にはルクラ4グレード、エグゼ5グレードとなっている。
また、エグゼとは仕様やボディカラー設定など若干の差異がある。
エンジンは「ルクラ」がNAのみ、「ルクラカスタム」にはNAとターボの2種を用意。グレードによりFFと4WDを用意し、トランスミッションはCVTを採用する（4WD車は当初、4速ATが設定されていたが、こちらも2010年10月の一部改良によりCVTに変更となった）。

## 年表

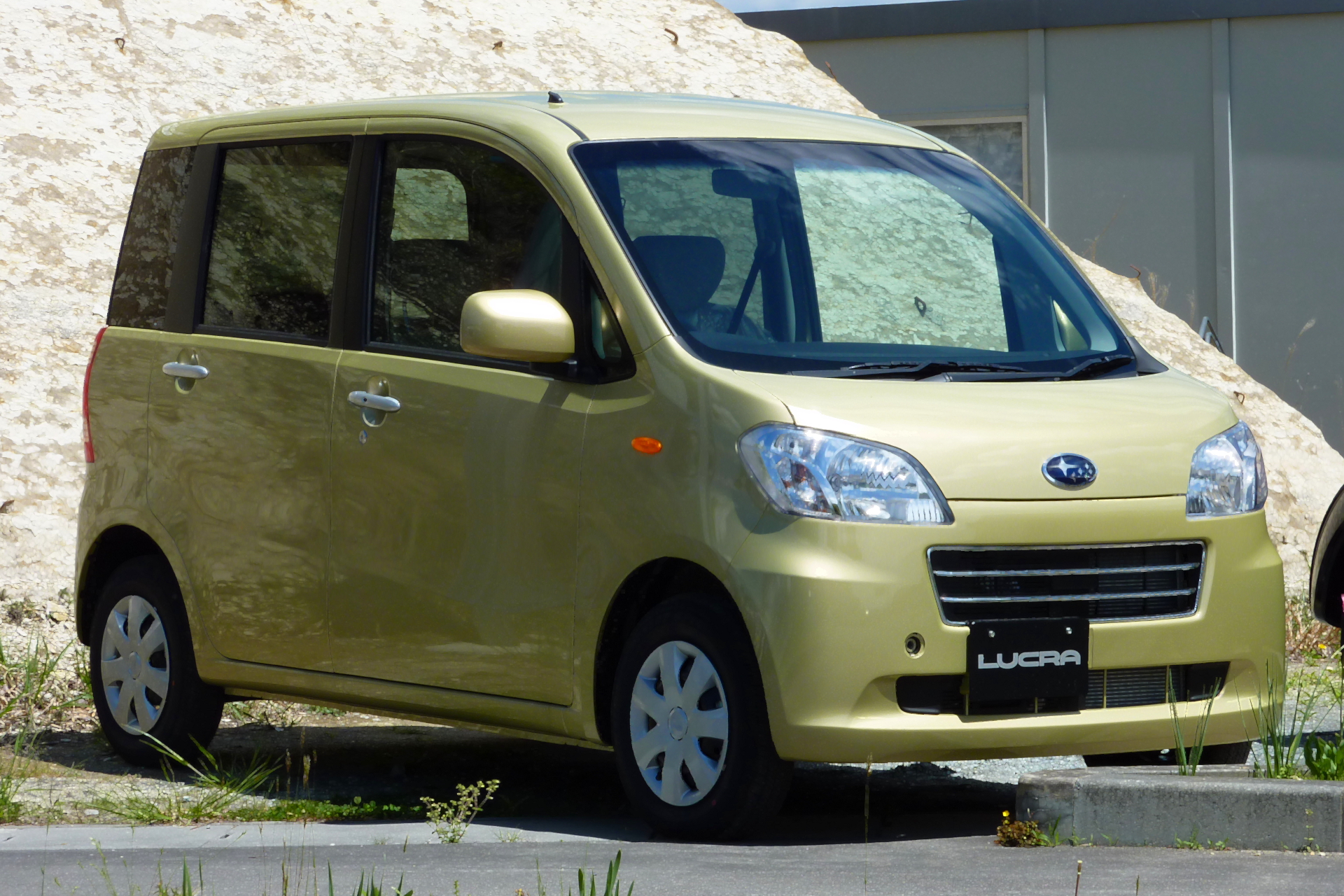
ルクラ(前期型)
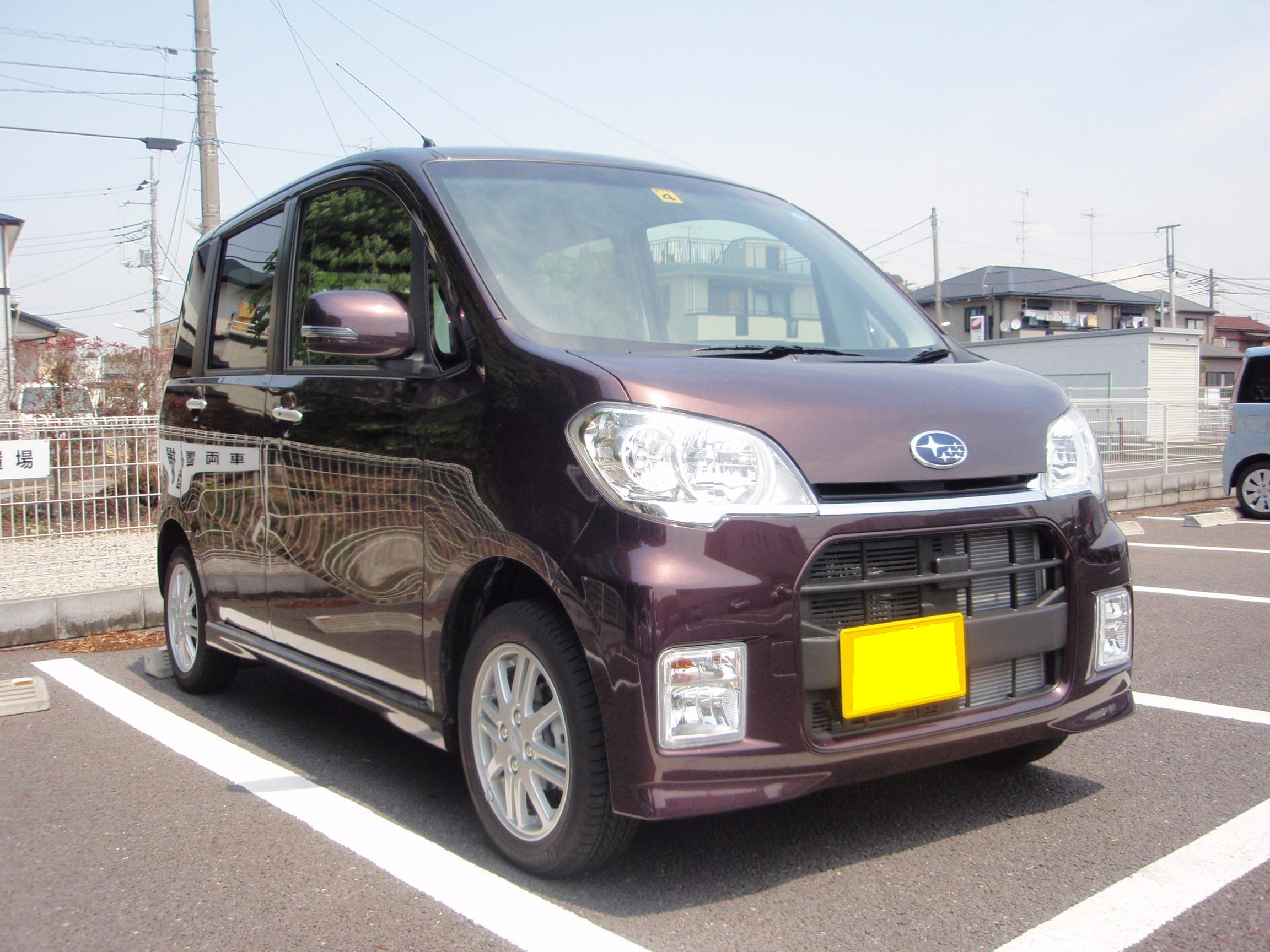
カスタム(前期型)
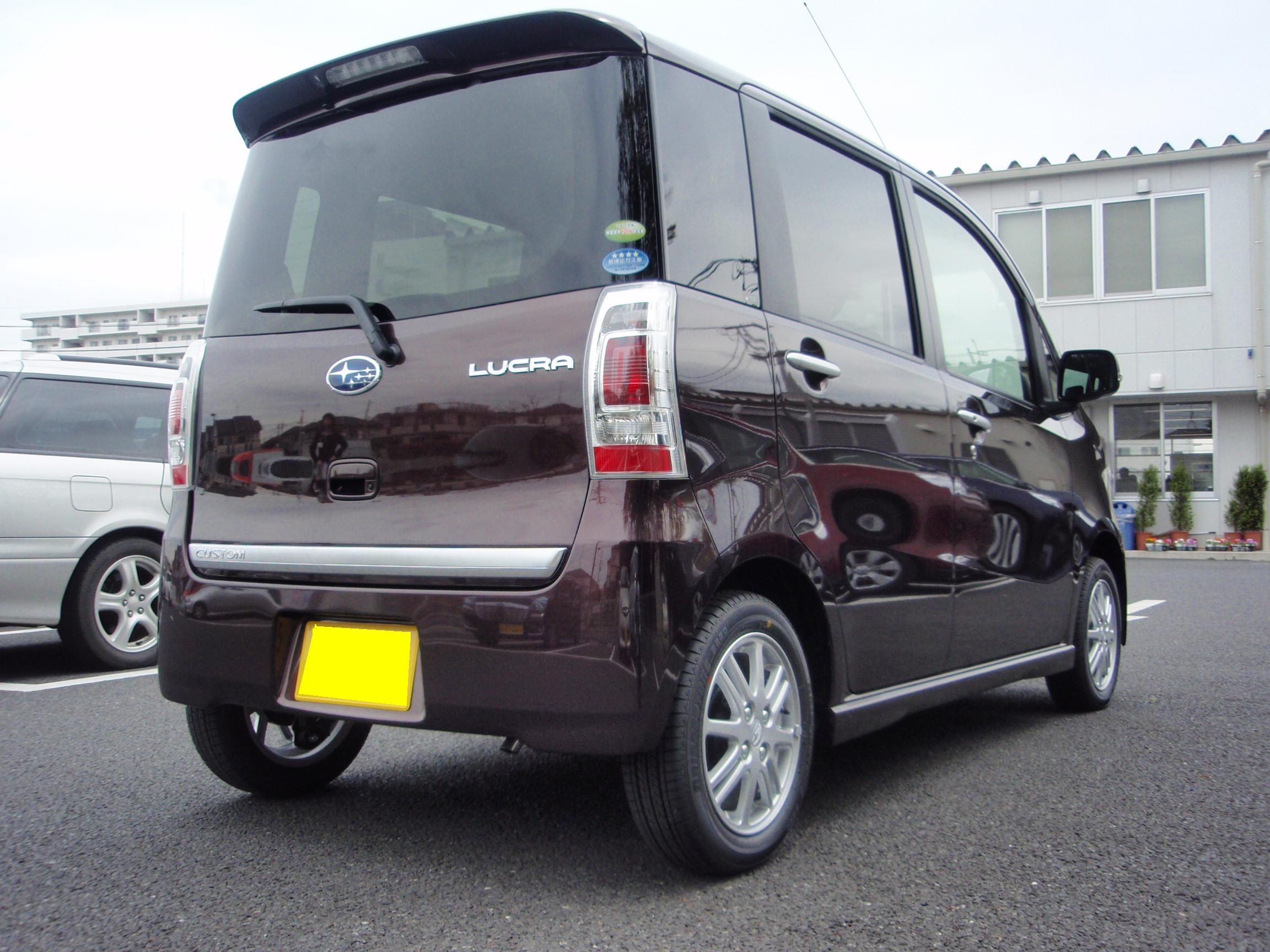
カスタム (前期型・リヤ)
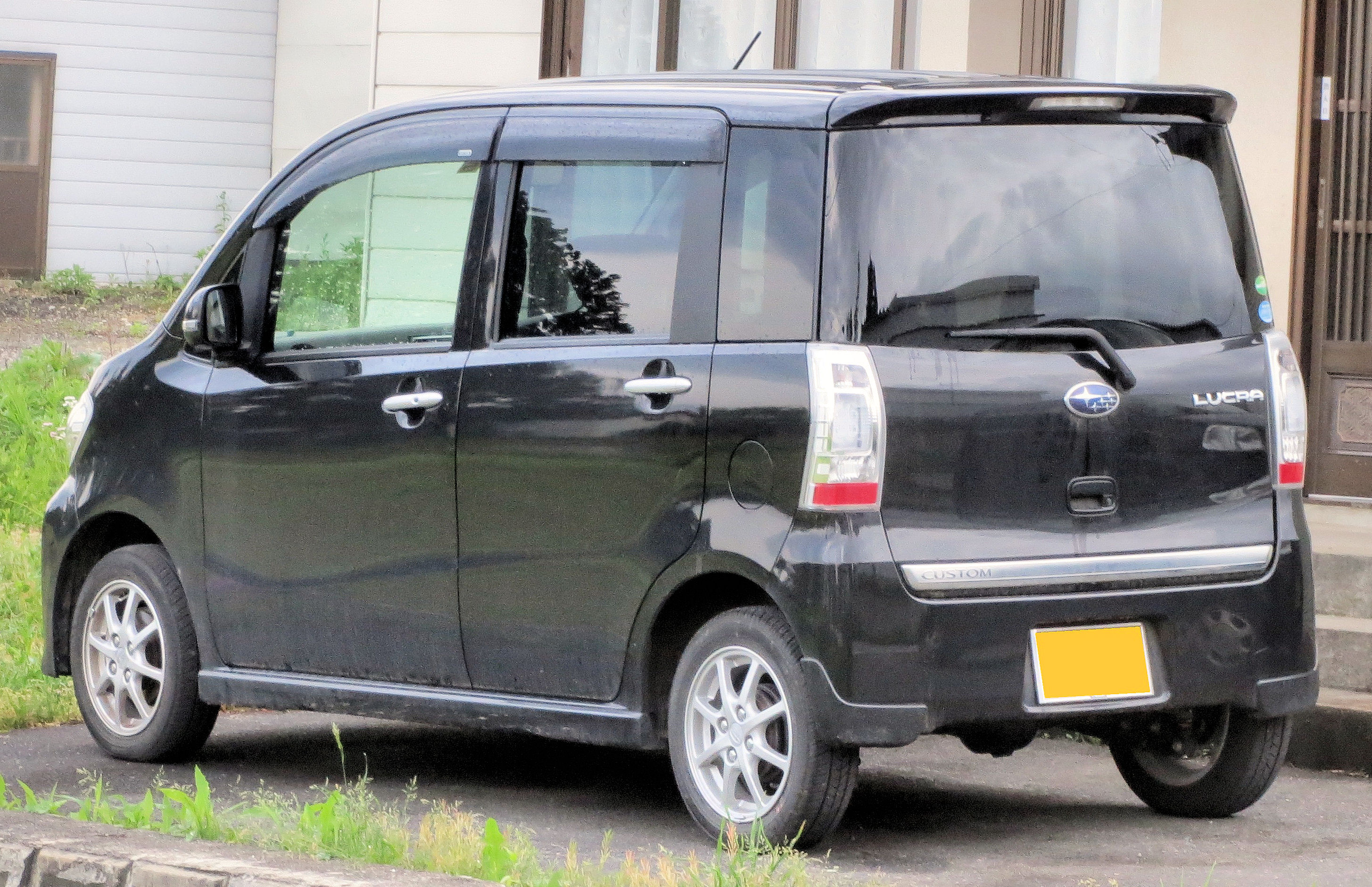
カスタム Rリミテッド (後期型・リヤ)

2010年4月20日
発売開始。初期のCM出演者は豊田エリー。初期のCMソングはイルリメ（作詞作曲歌唱）・IMALU（歌唱）。
2010年10月25日
一部改良。NA・4WD車のトランスミッションをCVTに置換し燃費を向上したことで「平成22年度燃費基準+15%」を達成。これにより、すでに適合されているNA・2WD車に加え、NA・4WD車も環境対応車普及促進税制に適合。「ルクラ」の4WD車は14インチタイヤと新デザインのホイールカバーを装備した。また、グレード体系が見直され、「ルクラ」の4WD専用グレード「F」を廃止し、「L Special」・「L Limited」・「カスタム R Limited」に4WD車を追加した。
2011年7月19日
一部改良。従来の「L Limited」に替わり、新たに14インチアルミホイール、LEDハイマウントストップランプ付ルーフスポイラー、サイドシルスポイラー、ブラックの内装・シート表皮などを装備した「L Black Interior Limited」を追加。併せて、NAエンジンの改良により燃費を向上し、NA車全グレードで「平成22年度燃費基準+25%」を達成。また、「L」と「L Special」にはフロントアームレストを新たに標準装備したことで、全車標準装備化された。なお、「カスタムR」は廃止となった。
2012年1月10日
マイナーチェンジ。NA車において、エンジンの改良と停車前アイドリングストップ機能を備えたアイドリングストップシステムを搭載し、リアコンビストップランプやハイマウントストップランプをLED化したことで、燃費を向上（現在はNA車全車で平成27年度燃費基準+10%達成）。併せて、フロントスタビライザーを追加したことで操舵安定性や乗り心地も向上された。カスタム系はフロントグリルを刷新し、フロントバンパーにダーク調のメッキ処理、フォグランプガーニッシュにメッキ処理を施し、力強さとスポーティーさを高めるとともに、センターパネルにピアノブラック調を、コンソール（オーバーヘッド・センターフロア）のイルミネーション部に透過メッキ加飾を施し、質感を向上。さらに、「カスタム R Limited」では本革巻ステアリングホイールと8スポーク14インチアルミホイールを採用した。尚、「L Black Interior Limited」はカスタム系と同じくコンソールのイルミネーション部に透過メッキ加飾を施し、8スポーク14インチアルミホイールを装備。「L」も8スポーク14インチアルミホイールを装備した。
2012年5月21日
ターボ車「カスタムRS」を一部改良。エンジン・CVTの改良や停車前アイドリングストップ機能付アイドリングストップ機構を搭載したことで燃費を向上。これにより、「平成27年度燃費基準」を達成するとともに、「平成17年基準排出ガス75%低減レベル（☆☆☆☆）」認定も同時に取得した。なお、「L Black Interior Limited」は廃止となった。
2012年9月10日
一部改良。NA・2WD車においてエンジン制御の最適化により燃費を向上し、「平成27年度燃費基準+20%」を達成。併せて、ターボ車の「カスタムRS」は仕様装備はそのままで車両本体価格を5万円値下げした。
2014年9月
タントエグゼの生産終了に伴い、こちらも生産終了。流通在庫のみの販売となる。
2015年5月末
販売終了、および公式ホームページへの掲載終了。後継車は1年7ヶ月後に発売したシフォン。累計販売台数は1万9936台。
2020年5月29日（参考）
SUBARU純正用品として「つくつく防止」を発売（RK型ステラ・RD型プレオ・RE型プレオプラス向けにも同時に設定）。
OEM元のダイハツ工業と同じ名称でSUBARUブランドの軽自動車にも設定される後付タイプのペダル踏み間違い時加速抑制装置で、時速約10km以下での前進・後退時に、前後に装着されたソナーセンサーで前・後方約3m以内にある壁などの障害物を検知し、アクセルを強く踏み込んでしまった場合、ランプどブザーで警告するとともに、加速を抑制する。なお、モデルによっては装着が不可となる場合がある。
- ルクラ(前期型)
- カスタム(前期型)
- カスタム
(前期型・リヤ)
- カスタム Rリミテッド
(後期型・リヤ)

## 車名の由来
Large（大きさ、広さ）、Utility（使い勝手）、Comfort（快適さ）、Relax（くつろぎ）、Active（活発さ）の頭文字を組み合わせた造語で、「親しみやすく、広々とした快適空間、使いやすさと洗練された」イメージを表現している。